# Northwest Angle
El Northwest Angle («Angle nord-occidental») és un territori nord-americà, que pertany a l'Estat de Minnesota, separat de la resta dels Estats Units d'Amèrica pel Lake of the woods, un llac que pertany a les províncies canadenques de Manitoba i Ontario, i a l'esmentat estat de Minessota. Des de territori nord-americà només es pot accedir al Northwest Angle travessant el llac, o passant prèviament per la frontera del Canadà. Llevat d'Alaska, el "Nortwest Angle" és la part més septentrional del territori dels EUA. És un exemple de periclavament.
Un cop dins del territori del Northwest Angle, els viatgers han d'entrar a la guixeta del pas fronterer de Jim's Corner, i informar el servei duaner dels EUA per videotelèfon. Abans de sortir, s'ha de fer el mateix amb el servei duaner del Canadà.
El Nortwest Angle és fruit d'un error històric en la definició dels límits territorials entre els EUA i el Canadà al tractat de París de 1783 que va posar fi a la Guerra d'Independència dels Estats Units.